# Mortification
Mortification is een Australische deathmetalband. Deze bandnaam, die zelfkastijding betekent, is voortgekomen uit het christelijke principe van “afsterven aan jezelf en opleven met Christus”. Mortification brengt sinds 1990 deathmetal-albums uit die een christelijke boodschap uitdragen. 
Het album waar zij wereldwijd in de metalwereld de aandacht mee trokken was Scrolls of the Megilloth. Het is veruit het zwaarste album dat Mortification in de eerste tien jaar van haar bestaan heeft gemaakt. Dit album is een mix van death en grind metal.
Triumph of Mercy is een album dat tekstueel beïnvloed is door het feit dat Steve Rowe in die tijd tegen de medische verwachtingen in van kanker genezen werd. Steve Rowe is de voortrekker van de band en heeft ook een eigen platenlabel genaamd Rowe Productions waaronder andere bands muziek uitbrengen.

## Discografie
- Break the Curse - 1990
- Mortification - 1991
- Scrolls of the Megilloth - 1992
- Post Momentary Affliction - 1993
- Live Planetarium - 1993
- Blood World - 1994
- Primative Rhythm Machine - 1995
- The Best of Five Years - 1996
- Envision Evangelene - 1996
- Live Without Fear - 1996
- Noah Sat Down and Listened to the Mortification Live EP While Having a Coffee - 1996
- Triumph of Mercy - 1998
- Hammer of God - 1999
- Ten Years Live Not Dead - 2000
- The Silver Cord is Severed - 2001
- Ten Years: 1990 - 2000 Power, Pain and Passion - 2002
- Relentless - 2002
- Brain Cleaner - 2004
- Erasing the Goblin - 2006
- 20 Years in the Underground - 2010 (verzamelalbum)